# Résolution 2500 du Conseil de sécurité des Nations unies
Membres permanents
- Chine
- États-Unis
- France
- Royaume-Uni
- Russie

Membres non permanents
- Afrique du Sud
- Allemagne
- Belgique
- Côte d'Ivoire
- Guinée équatoriale
- Indonésie
- Koweït
- Pérou
- Pologne
- République dominicaine

Résolution no 2499 Résolution no 2501
La résolution 2500 du Conseil de sécurité des Nations unies « sur la piraterie et les vols à main armée en mer au large des côtes somaliennes » a été adoptée en 2019. 